# Эдвардс, Элизабет
Эли́забет Э́двардс Ана́нья (англ. Elizaneth Edwards Anania), имя при рождении — Мэ́ри Эли́забет Ана́нья (англ. Mary Elizabeth Anania; 3 июля 1949, Джексонвилл, Флорида — 7 декабря 2010[…], Чапел-Хилл, Северная Каролина) — американская писательница и юрист. Жена Джон Эдвардса, бывшим сенатором США и кандидатом в вице-президенты США от Демократической партии в 2004 году. 
В браке родились четверо детей.
Умерла после 6-ти лет борьбы с раком молочной железы. Похоронена на Историческом кладбище «Оуквуд» в Роли.